# 藤谷村
藤谷村（ふじたにそん）は、山口県玖珂郡にあった村。現在の岩国市美和町の東部、小瀬川の中流右岸にあたる。

## 地理
- 山岳：柏木山、権見山、白滝山、宝田山
- 河川：小瀬川

## 歴史
- 1889年（明治22年）4月1日 - 町村制の施行により、長谷村・日宛村・大根川村・百合谷村・岸根村・黒沢村・中垣内村・滑村・佐坂村・瀬戸内村・釜ヶ原村の区域をもって発足。
- 1904年（明治37年）1月1日 - 渋前村と合併して坂上村が発足。同日藤谷村廃止。